# Ягшиев, Мурад Тохтамурадович
Мура́д Тохтамурадович Якши́ев (туркм. Murat Tohtamuradowiç Ýakşiýew; 12 января 1992, Чарджоу, Туркменистан) — туркменский футболист, нападающий туркменского клуба «Шагадам» и сборной Туркменистана.

## Карьера
Воспитанник футбольной школы «Олимп» (г. Туркменабад). Дебютировал в Чемпионате Туркменистана в 2012 году за «Лебап», в первый сезон забил 2 гола. В сезоне 2013 на его счету было 12 голов.
В начале сезона 2014 перешёл в «Дашогуз», однако в третьем круге Чемпионата Туркменистана перебрался в балканбадский «Балкан». Всего за сезон 2014 забил 11 голов — два за «Дашогуз» и 9 за «Балкан». Выступая за «Балкан» в сезоне 2015 стал лучшим бомбардиром Чемпионата Туркменистана (31 гол), а также серебряным призёром чемпионата.
С 2016 года играл за ашхабадский «Алтын Асыр». Дебютировал за новый клуб в рамках Кубка АФК 2016 против ливанского клуба «Аль-Ахед» (2:0).
В начале 2020 года перешёл в «Ахал»

## Карьера в сборной
26 марта 2017 года дебютировал за сборную в матче против Тайваня, выйдя на замену на 72 минуте.

## Личная жизнь
Женился 6 сентября 2013 года, супруга — Энеджан. Сын — Самир (2014 г.) и дочь Динара (2015 г.).

## Достижения
- Серебряный призёр чемпионата Туркменистана (1): 2015
- Суперкубок Туркменистана по футболу: 2016